# ActRaiser 2
ActRaiser 2, lançado no Japão como Actraiser 2: Chinmoku heno Seisen (アクトレイザー2 沈黙への聖戦, Akutoreizā Tsū Chinmoku e no Seisen?, Actraiser 2: The Holy War to Silence), é um jogo lançado para o Super Nintendo Entertainment System (SNES), desenvolvido pela Quintet e publicado pela Enix (atualmente Square Enix) em 1993 e é a sequência do popular jogo ActRaiser.

## Recepção
O jogo vendeu cerca de 180 mil cópias no mundo, sendo 40 mil no Japão, 40 mil na Europa e 100 mil nos Estados Unidos. O jogo em si foi considerado por alguns críticos como mais fraco que o original. Levi Buchanan, da IGN, avaliou que, mesmo sendo mais fraco, suas alusões a textos religiosos e narrativas apócrifas medievais impulsionaram o sucesso de ActRaiser 2.